# 崔延伯
崔延伯（5世紀—525年），博陵郡安平县（今河北省衡水市安平县）人，南齐、北魏官员。
在南齐为戍主。魏孝文帝太和年间归降北魏。魏孝明帝时，以军功历任并州、岐州刺史。在任贪污，声明闻於远近。为征西将军、西道都督统军和萧宝夤攻打莫折念生之弟莫折天生。正光五年秋，以往在揚州，建淮橋之勳，封當利縣開國男，食邑二百戶，尋增邑一百戶，改封新豐，進爵為子。他身先士卒，终得战捷。后来攻打万俟丑奴，轻敌前进，阵亡。有能征惯战之名，战死后朝野震动，谥号武烈。

## 家族

### 七代祖
- 崔洪，西晋吏部尚书[1]

### 祖父
- 崔寿[2][3]

### 儿子
- 崔丘山，北齐辅国将军、山阳郡太守

### 孙子
- 崔公逸，北齐开府参军、隋朝泗州司马

### 曾孙
- 崔善操，隋朝宋城县县令、唐朝檀州司户参军

### 玄孙
- 崔沉，唐朝文林郎

## 延伸阅读
[在维基数据编辑]
 《魏書·卷73》，出自魏收《魏书》
 《北史·卷037》，出自李延壽《北史》